# Öster-Stenbittjärnen
Öster-Stenbittjärnen är en sjö i Sollefteå kommun i Ångermanland och ingår i Indalsälvens huvudavrinningsområde.